# Edward Sapir
Edward Sapir (n. 1884, Lauenburg, Pomerania, Germania - d. 1939, New Haven, Connecticut, SUA) a fost un lingvist și antropolog american, de origină germană evreiască.
A studiat limbile indigene nord-americane. Alături de un alt lingvist american, Whorf, este autorul ipotezei Whorf Sapir. Aceasta susține în varianta ei tare că fiecare limbă în parte constituie de fapt o grilă de tip gnoseologic care poate altera percepția lumii înconjurătoare.